# Jewgienij Czetwiergow
Jewgienij Władimirowicz Czetwiergow (ros. Евгений Владимирович Четвергов), pseud. Nujan Widiaz (erzja Нуянь Видяз; ur. 30 marca 1934 w Ardatowie) – rosyjski pisarz tworzący w języku erzja i w języku rosyjskim, dziennikarz, działacz społeczny, agronom.

## Życiorys
Pochodzi z Ardatowa. W 1952 roku ukończył szkołę średnią w Dubionkach. Następnie pracował w teatrze w Baku. Studiował na wydziale agronomicznym Penzieńskiej Państwowej Akademii Rolniczej w latach 1954–1959. Następnie pracował w sowchozach. Uczył się w szkole podyplomowej Mordwińskiego Uniwersytetu Państwowego w 1965 roku. Otrzymał stopień kandydata nauk rolniczych w 1971 roku. Otrzymał tytuł docenta w 1981 roku. Od 1968 roku do 1996 roku był wykładowcą na uniwersytecie.
Aktywnie działa na rzecz społeczności Mordwinów, założył ruch narodowy Mastorawa (1989–1990), jest założycielem Funduszu na Rzecz Ratowania Języka Erzja (1993).
Publikował w czasopismach: „Czilisiema”, „Siatko”, „Sibirskije ogni”. Jest redaktorem naczelnym czasopisma „Erzjan Mastor” od 1994 roku.
W 2022 roku Nadieżda Rodionowa odtworzyła jego apel wideo na kongresie Erzjan w Estonii, za co przez rząd rosyjski zostały jej postawione zarzuty dyskredytowania rosyjskiej armii.

## Twórczość
Wybrane książki:
- Сиреневая луна (trb. Sirieniewaja łuna)[2]
- Велень вайгельть (trb. Wieleń wajgielt´)[2]
- Сырнень чаволят (trb. Syrnień czawolat)[2]
- Иень тюст (trb. Ijeń tiust)[2]
- Янгамо (trb. Jangamo)[2]